# Now Dig This! The Best of
Now Dig This! The Best of är ett samlingsalbum av Electric Boys, utgivet i maj 2009.

## Låtlista
1. Psychedelic Eyes
2. All Lips 'n Hips
3. Mary in the Mystery World
4. Electrified
5. Knee Deep in You
6. Mountains and Sunsets
7. Dying to Be Loved
8. Tambourine
9. Who Are You
10. Groovus Maximus
11. Hallelujah! I'm On Fire
12. The Change
13. Groover
14. Get Nasty
15. Rags to Riches
16. Cheek to Cheek (In a Moonlit World)
17. Captain of My Soul
18. Straight No Chaser
19. Bed of Roses
20. All Lips 'n Hips (Batmix Returns Album Version)

## Musiker
- Conny Bloom – sång, gitarr
- Andy Christell – elbas, bakgrundssång
- Niclas Sigevall – trummor (spår 1–5, 7–12, 14–17, 19, 20)
- Franco Santunione – gitarr (spår 1–5, 7–12, 14–17, 19, 20)
- Thomas Broman – trummor (spår 6, 13, 18)
- "Slim" Martin – gitarr (spår 6, 13, 18)